# Embalse de Pinilla
El embalse de Pinilla está situado en el curso alto del río Lozoya, en el norte de la Comunidad de Madrid (España). Enclavado en plena Sierra de Guadarrama, es el embalse de cabecera de la cuenca desde el momento en que fue inaugurado en 1967. Forma parte de la red del Canal de Isabel II, compañía que suministra el agua potable a la capital de España y a buena parte de la Comunidad de Madrid.

## Historia

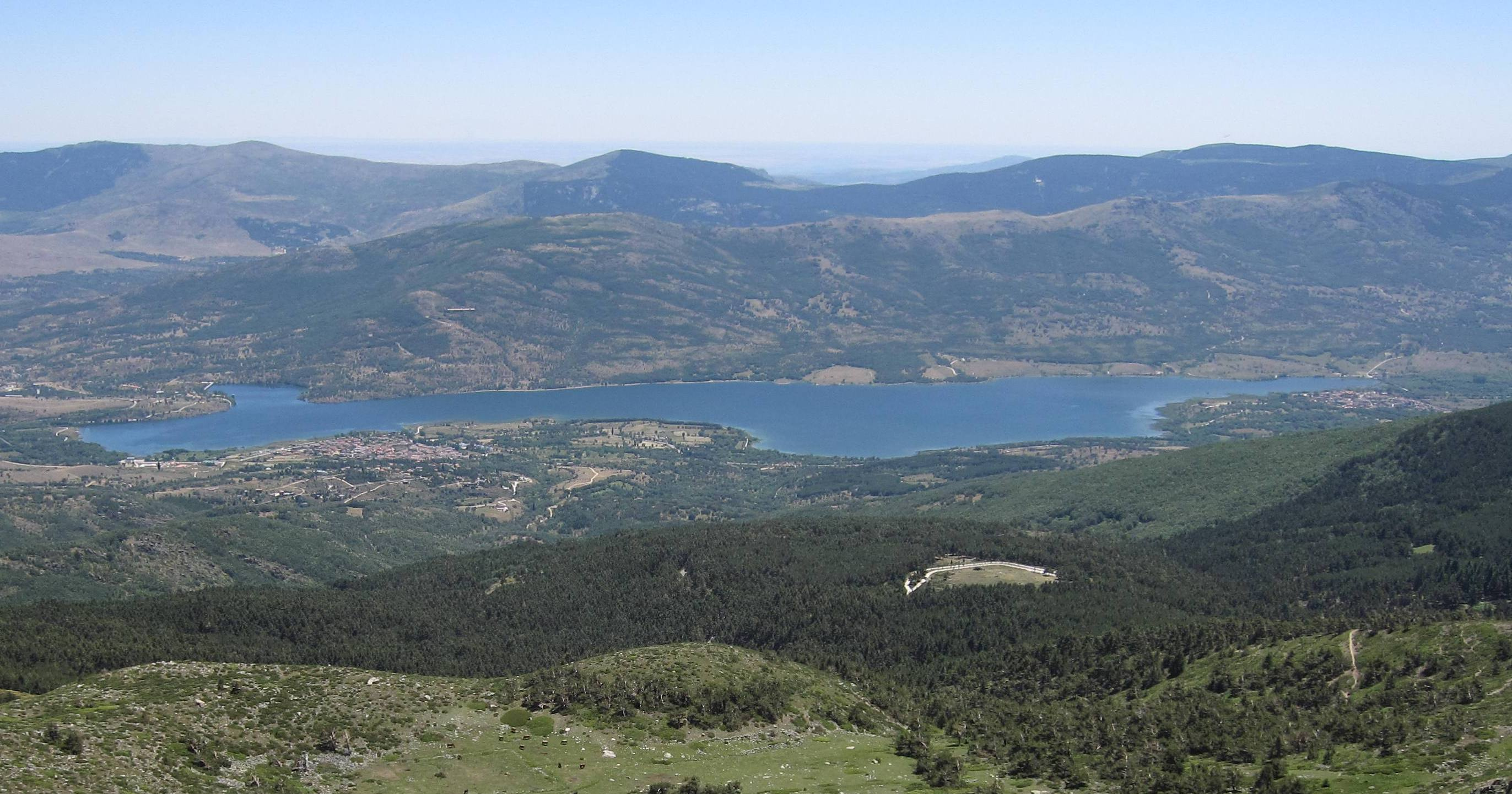
El embalse visto desde el entorno del pico El Nevero

Tras la sequía de 1964 que obligó a imponer restricciones de agua a Madrid, el Gobierno decidió tomar el asunto del suministro de agua a la capital como una cuestión de estado. Retomando un proyecto anterior, se diseñó una presa junto al pueblo de Pinilla del Valle que retuviese las aguas del río Lozoya en la parte alta del valle, donde las precipitaciones son más abundantes y regulares.
La ejecución de esta presa de cabecera, que por las condiciones del terreno y relativa cerrada del valle aconsejaba el tipo de presa de gravedad, no presentaba ninguna dificultad y ponía su caudal regulado a disposición inmediata de los canales de conducción, al ingresar en el nudo de Torrelaguna, donde se podía conducir por cualquiera de los tres canales (Alto, Bajo y de El Atazar), asegurando un incremento de caudal regulado del orden de 1 m³/s.
Esta presa podía ser además, una pieza importante de un aprovechamiento hidroeléctrico, derivando su caudal, en lugar de por el río Lozoya, por un canal lateral hasta el arroyo de Canencia, donde podía establecerse un salto de agua para aprovechar el nivel ganado por el canal en relación con el río, y verter a éste para su posterior ingreso en el embalse de Riosequillo.
Otra ventaja añadida fue que, al formar una cadena con los restantes embalses del Lozoya, se mejoraba la autodepuración de las aguas y regulación de las mismas como embalse de cabecera del sistema.
La altura del embalse estuvo determinada por la presencia de los núcleos habitados de Pinilla del Valle y Lozoya. Es por ello que se fijó una cota máxima de 1090 m s. n. m., con la que no obstante fueron anegados 12 edificios.

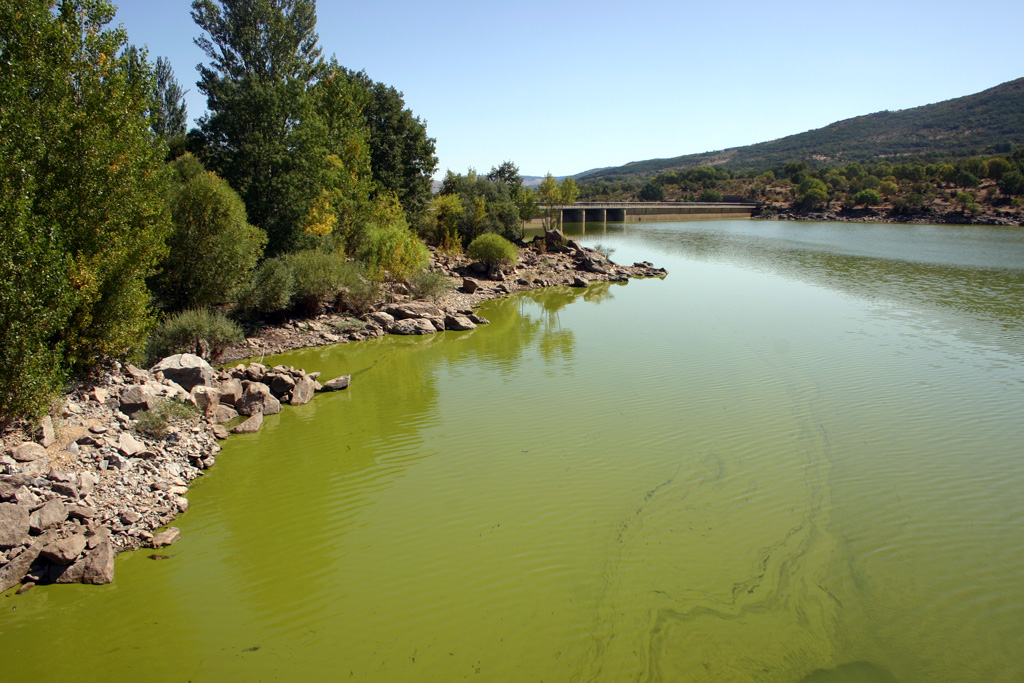
Floración de algas en el embalse

Con este embalse, y durante los años en que tardó en entrar en servicio el embalse de El Atazar, se redujeron de forma sensible los caudales del río Lozoya que se perdían todos los años por falta de embalses suficientes de almacenamiento.
Los trabajos fueron encargados a la empresa Elizarán y tuvieron un coste final de construcción de la presa de 150 millones de pesetas. Se finalizó en 16 meses y fue inaugurada el 30 de mayo de 1967.
Dentro de la primera etapa del "Plan Integral de Aprovechamiento del Recurso Hidroeléctrico" del Canal de Isabel II, se instaló una minicentral eléctrica a los pies de la presa, al mismo tiempo que se construía una estación de tratamiento de agua potable para el abastecimiento de los pueblos de la zona. Ambas instalaciones compartían la torre de toma (que también fue construida con estos fines), y fueron puestas en servicio en 1992.
Sin embargo, el suministro de agua desde el embalse resultó conflictivo dado que en él se produjeron frecuentes desarrollos de algas. Aunque el único defecto que tenía el agua una vez tratada era un peculiar olor y sabor que no afectaba a la salud, provocó cierta alarma social durante aquellos episodios. Por este motivo se añadieron a la ETAP nuevos procesos de tratamiento como la ozonización y la filtración con carbón activo granular, siendo ésta la primera de las instalaciones del Canal de Isabel II que utilizaba este proceso.

## Detalles técnicos

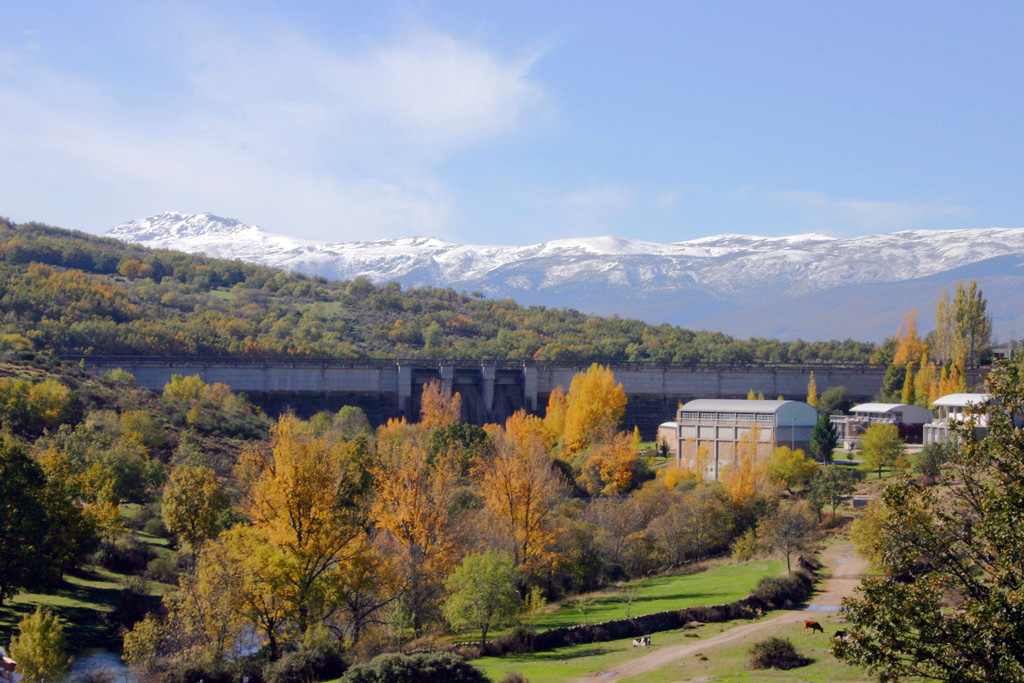
La presa de Pinilla y su central hidroeléctrica, con Peñalara al fondo

La presa es de gravedad con una altura de 30 metros y una longitud de 295 m. Está realizada en fábrica de hormigón y puede embalsar hasta 38 hm³.
La central hidroeléctrica tiene dos turbinas de las siguientes características:
- Turbina Francis de eje vertical, caudal: 7,65 m3/s; Salto bruto máximo: 27,8 m; Potencia: 1900 kW
- Turbina Francis de eje horizontal, caudal: 2,35 m3/s; Salto bruto máximo: 27,8 m; Potencia: 580 kW